# توماس ستوكر
توماس ستوكر (ولد في 1959) عالم مناخ سويسري، ولد في زيورخ، تحصل ستوكر على درجة في الفيزياء في المعهد الفدرالي السويسري للتكنولوجيا في زيورخ. أصبح نشطاً في البحوث في كلية لندن الجامعية، وفي جامعة مكغيل في مونتريال وفي جامعة كولومبيا في نيويورك. منذ 1993، أصبح بروفيسور ورئيس قسم الفيزياء المناخية والبيئية في جامعة برن.
بحوثات ستوكر كان تُركز على تكوين وتطوير الموديلات عن التغيير المناخي والذي تعتمد علي عدة أشياء منها عينة لبية جليدية من المناطق القطبيةحيث. ساهم بشكل كبير جداً في إنشاء «الرسم البياني للزمن الحراري» أو Hockey stick graph، والتي تُظهر الارتفاع المتزايد في درجات الحرارة العالمية في الأوقات الحالية. منذ 1998، ساهم في تقارير اللجنة الدولية للتغيرات المناخية، ويشارك في رئاسة الفريق العامل الأول للجنة الدولية للتغيرات المناخية المعنية بتغير المنومهماها تخ (تقييم الجوانب العلمية للنظام المناخي وتغير المناخ) من 2008 إلي 2015.
في 1993، ستوكر نال جائزة لاتسيس الوطنية National Latsis Prize من مؤسسة العلوم الوطنية السويسرية، وفي 2009 نال وسام هانز أوشغر Hans Oeschger Medal منالاتحاد الأوروبي للعلوم الجيولوجية European Geosciences Union. وهو زميل فيالاتحاد الجيوفيزيائي الأمريكي وعضو في أكاديميا يوروبايا Academia Europaea وفي جمعية الأرصاد الجوية الأمريكية American Meteorological Society.
ستوكر قد ظهر في فيلم« أخذ درجة حرارة الأرض: الخوض في مناخ الماضي» (Taking Earth's Temperature: Delving into Climate's Past).
في 15 فبراير 2015. الحكومة السويسرية أعلنت أنها سوف ترشح دكتور ستوكر لمنصب المدير القادم للجنة الدولية للتغييرات المناخية بعد الدكتورراجندرا باشوري (Rajendra Pachauri).

## روابط خارجية
- توماس ستوكر على موقع مونزينجر (الألمانية)

- سيرة ذاتية في موقع جامعة برن